# Ioan Oltean (al lui George)
Ioan Oltean (al lui George) (n. 1877, Lăureni – d. 6 octombrie 1938, Lăureni) a fost un deputat în Marea Adunare Națională de la Alba Iulia, organismul legislativ reprezentativ al „tuturor românilor din Transilvania, Banat și Țara Ungurească”, cel care a adoptat hotărârea privind Unirea Transilvaniei cu România, la 1 decembrie 1918.:p. 77

## Biografie
Născut în  localitatea Lăureni în anul 1877, Ioan a urmat doar patru clase primare, ocupația sa de bază fiind agricultura. A fost mobilizat în armata austro-ungară în primul război mondial, decedând la data de 6 octombrie 1938.

## Activitatea politică
A fost ales ca delegat titular al cercului electoral  Miercurea Nirajului, la Marea Adunare Națională de la Alba Iulia de la 1 decembrie 1918.:p.254